# Bolxoie Xuvàtovo
Bolxoie Xuvàtovo (en rus: Большое Шуватово) és un poble de l'óblast d'Uliànovsk, a Rússia, que en el cens del 2010 tenia 173 habitants. Pertany al districte d'Inza.